# Hexatoma serendib
Hexatoma serendib är en tvåvingeart som beskrevs av Alexander 1958. Hexatoma serendib ingår i släktet Hexatoma och familjen småharkrankar.
Artens utbredningsområde är Sri Lanka. Inga underarter finns listade i Catalogue of Life.